# McDonald Mariga
McDonald Mariga Wanyama (Nairobi, 4 aprile 1987) è un ex calciatore keniano, di ruolo centrocampista.

## Biografia
È il fratellastro di Victor Wanyama, anch'egli calciatore e nazionale keniana.

## Caratteristiche tecniche
Centrocampista in possesso di un buon bagaglio tecnico, ma che ha nella velocità, corsa e resistenza fisica le sue armi principali; è anche dotato nell'intercettare i palloni persi dagli avversari e ha una discreta visione di gioco.

## Carriera

### Club

#### Inizi
La sua carriera inizia nelle giovanili dell'Ulinzi Stars, per poi passare al Pipeline. Approda nel 2005 in Svezia nelle file del club di terza divisione Enköping. Dopo una sola stagione all'Enköping firma per l'Helsingborg per la stagione 2006, dove colleziona 4 reti in 24 presenze e vince la Coppa di Svezia. Nell'estate 2007 disputa con la formazione svedese i turni preliminari di Coppa UEFA.

#### Parma
Si è trasferito al Parma nell'agosto 2007, in prestito con diritto di riscatto a prezzo già fissato. All'inizio del campionato 2007-2008 trova difficoltà nell'affermarsi tra i titolari, a causa dell'agguerrita concorrenza di Stefano Morrone, Daniele Dessena e Francesco Parravicini, e riesce a giocare solo qualche stralcio di partita. L'esordio in Serie A avviene nel match casalingo perso 3-0 contro la Roma il 7 ottobre 2007. È stato il primo giocatore keniota a esordire in Serie A. Nel corso della stagione disputa 18 gare. Alla fine della stagione, nonostante la retrocessione in Serie B, rimane al Parma; la società emiliana ne ha infatti riscattato il cartellino. Segna il suo primo gol in Italia il 28 febbraio 2009 nell'incontro Modena-Parma finito 2-2, mentre nelle successive 4 partite segna altre 2 reti, rispettivamente contro Empoli e Triestina.

#### Inter
Il 1º febbraio 2010 è stato acquistato dall'Inter con la formula della comproprietà: la società nerazzurra ha rilevato la metà del cartellino del calciatore keniota per una cifra pari a 2.5 milioni di euro. Per averlo i meneghini hanno ceduto la metà del cartellino del giovane francese Jonathan Biabiany ed effettuato il prestito di Luis Jiménez.
Il 3 febbraio 2010 fa il suo esordio con la maglia nerazzurra nella gara di andata della semifinale di Coppa Italia, contro la Fiorentina (1-0 per i nerazzurri), subentrando a Wesley Sneijder al 91' e il 16 marzo dello stesso anno esordisce anche in Champions League, sostituendo ancora una volta Sneijder nei minuti finali della partita di ritorno degli ottavi di finale, contro il Chelsea. Il 25 giugno 2010 il Parma annuncia ufficialmente di averne ceduto la metà del cartellino all'Inter. Segna negli ottavi di finale di Coppa Italia contro il Genoa il 12 gennaio 2011, fissando il 3-1 parziale. La partita terminerà sul 3-2. Con l'Inter ha vinto uno scudetto, due Coppe Italia, una Supercoppa italiana, una Champions League e un Mondiale per club.

#### Prestiti a Real Sociedad e Parma
Il 18 agosto 2011 Inter e Real Sociedad trovano l'accordo per il passaggio del centrocampista keniota alla formazione spagnola in prestito con diritto di riscatto, previo superamento delle visite mediche. Il giorno successivo viene ufficialmente presentato. Debutta in campionato il 10 settembre contro il Barcellona (2-2) venendo sostituito al minuto 81 da Mikel Aranburu. Gioca sempre da titolare anche la settimana successiva in trasferta contro il Siviglia (1-0) rimediando anche un'ammonizione.
Il 30 gennaio 2012, dopo aver collezionato 18 presenze totali con gli spagnoli, la Lega Calcio annuncia che il giocatore torna anticipatamente all'Inter. Il giorno stesso viene girato in prestito con diritto di riscatto della metà al Parma, facendo così ritorno al club che lo portò in Italia nel 2007. Debutta da titolare il 5 febbraio nella vittoria esterna per 1-2 contro il Chievo. Il 31 marzo segna il suo primo gol nella vittoria per 3-1 contro la Lazio. L'11 aprile durante la partita di campionato contro il Novara, il giocatore riporta, in uno scontro di gioco avvenuto nei minuti finali della gara, la rottura del legamento crociato anteriore destro contringendolo a chiudere anticipatamente la stagione. Termina la sua seconda esperienza con i parmigiani con 11 presenze ed 1 gol.

#### Ritorno all'Inter e parentesi al Parma
La stagione successiva ritorna all'Inter. Ritorna in campo il 10 novembre con la maglia numero 8 giocando il primo tempo di Inter-Modena 0-0 della formazione Primavera. Torna a giocare in Serie A quasi sette mesi dopo l'infortunio, il 2 dicembre nella partita casalinga vinta per 1-0 contro il Palermo subentrando al minuto 81 ad Esteban Cambiasso. Gioca poi da titolare il 18 dicembre, nella partita Inter-Hellas Verona (2-0), valida per gli ottavi di finale della Coppa Italia.
Il 30 gennaio 2013 ritorna al Parma con la formula della cessione temporanea con diritto di opzione con accordo di partecipazione con i parmigiani. Fa il suo terzo esordio con la maglia gialloblu il 3 febbraio, nella partita Fiorentina-Parma (2-0), subentrando nel secondo tempo. La settimana seguente in Parma-Genoa si infortuna agli adduttori; questa è l'ultima presenza nella nuova esperienza emiliana.
Il 2 luglio 2013 ritorna all'Inter, dove però non viene convocato per il ritiro pre-campionato dal nuovo allenatore dei nerazzurri, Walter Mazzarri.

#### Ritorno al Parma
Rimasto svincolato, il 12 settembre 2014 torna per la quarta volta al Parma, firmando un contratto annuale con opzione per altri due anni. Gioca la sua prima partita il 9 novembre subentrando a Mauri in Juventus-Parma 7-0. Il 14 e il 28 gennaio 2015 torna a giocare da titolare in Parma-Cagliari 2-1 e Parma-Juventus 0-1, rispettivamente ottavi e quarti di finale di Coppa Italia. Alla fine del campionato rimane svincolato a causa del fallimento della società ducale.

#### Latina
Il 13 gennaio 2016 firma un contratto valido fino al termine della stagione con il Latina. Esordisce con la nuova maglia nella sfida con il Novara del 16 gennaio, subentrando nel secondo tempo a Dumitru. Segna il primo gol con la squadra pontina nella sfida del 13 febbraio 2016 contro il Cagliari, segna il suo secondo gol con i pontini il 2 aprile con un calcio di punizione contro l'Avellino. A fine stagione, rimasto svincolato, si lega nuovamente al club nerazzurro fino al 2017. La stagione seguente lo vede nei titolari raccogliendo 27 presenze, non riuscendo però ad evitare la retrocessione in Serie C giunta al penultimo posto.

#### Real Oviedo
A causa del fallimento della società pontina, Mariga rimane svincolato al termine della stagione 2016-2017. Firma per un anno con il Real Oviedo, squadra di Segunda División spagnola. Al termine della stagione dopo 15 presenze e il settimo posto finale mancando l'approdo ai play-off solo per gli scontri diretti a sfavore del Numancia. Lascia il club spagnolo dopo solo una stagione.

#### Cuneo
Nell’agosto 2018 firma un contratto annuale con il Cuneo, squadra militante in Lega Pro. Tuttavia il mese successivo a causa di mancati accordi inerenti ai bonus contrattuali rescinde consensualmente con i piemontesi, rimanendo svincolato. Decide così di abbandonare il mondo del calcio per dedicarsi alla politica, candidandosi in parlamento nel suo stato di appartenenza, il Kenya, dove tuttavia viene sconfitto alle elezioni suppletive per un seggio del 2019.

### Nazionale
Nel 2003 ha esordito con la Nazionale, nel pareggio per 2-2, in amichevole contro l'Uganda. Ha segnato il suo primo gol internazionale con il Kenya contro lo Swaziland il 25 marzo 2007. Ha disputato la sua ultima gara, a 4 anni dalla penultima, il 24 marzo 2018 a Marrakech contro la selezione delle Comore, subentrando al minuto 64. In totale conta 40 presenze con 5 realizzazioni e varie partecipazioni alle fasi di qualificazione di Mondiali e Coppa d'Africa.

## Statistiche

### Presenze e reti nei club
| Stagione           | Squadra            | Campionato         | Campionato | Campionato | Coppe nazionali | Coppe nazionali | Coppe nazionali | Coppe continentali | Coppe continentali | Coppe continentali | Altre coppe | Altre coppe | Altre coppe | Totale | Totale |
| Stagione           | Squadra            | Comp               | Pres       | Reti       | Comp            | Pres            | Reti            | Comp               | Pres               | Reti               | Comp        | Pres        | Reti        | Pres   | Reti   |
| ------------------ | ------------------ | ------------------ | ---------- | ---------- | --------------- | --------------- | --------------- | ------------------ | ------------------ | ------------------ | ----------- | ----------- | ----------- | ------ | ------ |
| ago. 2006          | Helsingborg        | A                  | 23         | 4          | CS              | 0               | 0               | -                  | -                  | -                  | -           | -           | -           | 23     | 4      |
| lug.-ago. 2007     | Helsingborg        | A                  | 14         | 2          | CS              | 0               | 0               | CU                 | 2                  | 0                  | SS          | 1           | 0           | 17     | 2      |
| Totale Helsingborg | Totale Helsingborg | Totale Helsingborg | 37         | 6          |                 | 0               | 0               |                    | 2                  | 0                  |             | 1           | 0           | 40     | 6      |
| ago. 2007-2008     | Parma              | A                  | 18         | 0          | CI              | 0               | 0               | -                  | -                  | -                  | -           | -           | -           | 18     | 0      |
| 2008-2009          | Parma              | B                  | 35         | 4          | CI              | 2               | 0               | -                  | -                  | -                  | -           | -           | -           | 37     | 4      |
| 2009-gen. 2010     | Parma              | A                  | 9          | 0          | CI              | 1               | 0               | -                  | -                  | -                  | -           | -           | -           | 10     | 0      |
| gen.-giu. 2010     | Inter              | A                  | 8          | 1          | CI              | 2               | 0               | UCL                | 3                  | 0                  | SI          | -           | -           | 13     | 0      |
| 2010-2011          | Inter              | A                  | 12         | 0          | CI              | 5               | 1               | UCL                | 2                  | 0                  | SI+SU+Cmc   | 1+0+1       | 0           | 21     | 1      |
| 2011-gen. 2012     | Real Sociedad      | PD                 | 14         | 0          | CR              | 4               | 0               | -                  | -                  | -                  | -           | -           | -           | 18     | 0      |
| gen.-giu. 2012     | Parma              | A                  | 11         | 1          | CI              | -               | -               | -                  | -                  | -                  | -           | -           | -           | 11     | 1      |
| 2012-gen. 2013     | Inter              | A                  | 1          | 0          | CI              | 1               | 0               | UEL                | -                  | -                  | -           | -           | -           | 2      | 0      |
| gen.-giu. 2013     | Parma              | A                  | 2          | 0          | CI              | -               | -               | -                  | -                  | -                  | -           | -           | -           | 2      | 0      |
| 2013-2014          | Inter              | A                  | 0          | 0          | CI              | 0               | 0               | -                  | -                  | -                  | -           | -           | -           | 0      | 0      |
| Totale Inter       | Totale Inter       | Totale Inter       | 21         | 0          |                 | 8               | 1               |                    | 5                  | 0                  |             | 2           | 0           | 36     | 1      |
| 2014-2015          | Parma              | A                  | 9          | 0          | CI              | 2               | 0               | -                  | -                  | -                  | -           | -           | -           | 11     | 0      |
| Totale Parma       | Totale Parma       | Totale Parma       | 80         | 5          |                 | 5               | 0               |                    | -                  | -                  |             | -           | -           | 85     | 5      |
| 2015-2016          | Latina             | B                  | 13         | 2          | CI              | -               | -               | -                  | -                  | -                  | -           | -           | -           | 13     | 2      |
| 2016-2017          | Latina             | B                  | 27         | 0          | CI              | 2               | 0               | -                  | -                  | -                  | -           | -           | -           | 29     | 0      |
| Totale Latina      | Totale Latina      | Totale Latina      | 40         | 2          |                 | 2               | 0               |                    | -                  | -                  |             | -           | -           | 42     | 2      |
| 2017-2018          | Real Oviedo        | SD                 | 15         | 0          | CR              | 0               | 0               | -                  | -                  | -                  | -           | -           | -           | 15     | 0      |
| Totale carriera    | Totale carriera    | Totale carriera    | 211        | 13         |                 | 19              | 1               |                    | 7                  | 0                  |             | 3           | 0           | 240    | 14     |

### Cronologia presenze e reti in Nazionale
| Cronologia completa delle presenze e delle reti in nazionale ― Kenya | Cronologia completa delle presenze e delle reti in nazionale ― Kenya | Cronologia completa delle presenze e delle reti in nazionale ― Kenya | Cronologia completa delle presenze e delle reti in nazionale ― Kenya | Cronologia completa delle presenze e delle reti in nazionale ― Kenya | Cronologia completa delle presenze e delle reti in nazionale ― Kenya | Cronologia completa delle presenze e delle reti in nazionale ― Kenya | Cronologia completa delle presenze e delle reti in nazionale ― Kenya |
| Data                                                                 | Città                                                                | In casa                                                              | Risultato                                                            | Ospiti                                                               | Competizione                                                         | Reti                                                                 | Note                                                                 |
| -------------------------------------------------------------------- | -------------------------------------------------------------------- | -------------------------------------------------------------------- | -------------------------------------------------------------------- | -------------------------------------------------------------------- | -------------------------------------------------------------------- | -------------------------------------------------------------------- | -------------------------------------------------------------------- |
| 15-3-2003                                                            | Nairobi                                                              | Kenya                                                                | 2 – 2                                                                | Uganda                                                               | Amichevole                                                           | -                                                                    | Ingresso                                                             |
| 4-9-2004                                                             | Nairobi                                                              | Kenya                                                                | 3 – 2                                                                | Malawi                                                               | Qual. Mondiali 2006                                                  | -                                                                    | 78’                                                                  |
| 9-10-2004                                                            | Gaborone                                                             | Botswana                                                             | 2 – 1                                                                | Kenya                                                                | Qual. Mondiali 2006                                                  | -                                                                    | 59’                                                                  |
| 17-11-2004                                                           | Nairobi                                                              | Kenya                                                                | 2 – 1                                                                | Guinea                                                               | Amichevole                                                           | -                                                                    |                                                                      |
| 14-12-2004                                                           | Addis Abeba                                                          | Kenya                                                                | 1 – 0                                                                | Somalia                                                              | CECAFA Cup 2004 - 1º turno                                           | -                                                                    |                                                                      |
| 18-12-2004                                                           | Addis Abeba                                                          | Kenya                                                                | 1 – 1                                                                | Uganda                                                               | CECAFA Cup 2004 - 1º turno                                           | -                                                                    |                                                                      |
| 22-12-2004                                                           | Addis Abeba                                                          | Etiopia                                                              | 2 – 2 dts (5 – 4 dtr)                                                | Kenya                                                                | CECAFA Cup 2004 - Semifinale                                         | -                                                                    |                                                                      |
| 9-2-2005                                                             | Rabat                                                                | Marocco                                                              | 5 – 1                                                                | Kenya                                                                | Qual. Mondiali 2006                                                  | -                                                                    | 43’                                                                  |
| 23-3-2005                                                            | Nairobi                                                              | Kenya                                                                | 2 – 2                                                                | Ghana                                                                | Amichevole                                                           | -                                                                    | 46’                                                                  |
| 26-3-2005                                                            | Nairobi                                                              | Kenya                                                                | 1 – 0                                                                | Botswana                                                             | Qual. Mondiali 2006                                                  | -                                                                    |                                                                      |
| 5-6-2005                                                             | Conakry                                                              | Guinea                                                               | 1 – 0                                                                | Kenya                                                                | Qual. Mondiali 2006                                                  | -                                                                    | 47’                                                                  |
| 17-8-2005                                                            | Radès                                                                | Tunisia                                                              | 1 – 0                                                                | Kenya                                                                | Qual. Mondiali 2006                                                  | -                                                                    |                                                                      |
| 3-9-2005                                                             | Nairobi                                                              | Kenya                                                                | 0 – 2                                                                | Tunisia                                                              | Qual. Mondiali 2006                                                  | -                                                                    |                                                                      |
| 2-9-2006                                                             | Nairobi                                                              | Kenya                                                                | 1 – 2                                                                | Eritrea                                                              | Qual. Coppa d'Africa 2008                                            | -                                                                    | 76’                                                                  |
| 8-10-2006                                                            | Luanda                                                               | Angola                                                               | 1 – 3                                                                | Kenya                                                                | Qual. Coppa d'Africa 2008                                            | -                                                                    |                                                                      |
| 25-3-2007                                                            | Nairobi                                                              | Kenya                                                                | 2 – 0                                                                | eSwatini                                                             | Qual. Coppa d'Africa 2008                                            | 1                                                                    |                                                                      |
| 3-6-2007                                                             | Lobamba                                                              | eSwatini                                                             | 0 – 0                                                                | Kenya                                                                | Qual. Coppa d'Africa 2008                                            | -                                                                    | Ammonizione                                                          |
| 16-6-2007                                                            | Asmara                                                               | Eritrea                                                              | 1 – 0                                                                | Kenya                                                                | Qual. Coppa d'Africa 2008                                            | -                                                                    | 78’                                                                  |
| 7-6-2008                                                             | Nairobi                                                              | Kenya                                                                | 2 – 0                                                                | Guinea                                                               | Qual. Mondiali 2010                                                  | -                                                                    |                                                                      |
| 14-6-2008                                                            | Nairobi                                                              | Kenya                                                                | 2 – 0                                                                | Zimbabwe                                                             | Qual. Mondiali 2010                                                  | 1                                                                    | 59’                                                                  |
| 6-9-2008                                                             | Nairobi                                                              | Kenya                                                                | 1 – 0                                                                | Namibia                                                              | Qual. Mondiali 2010                                                  | -                                                                    |                                                                      |
| 12-10-2008                                                           | Conakry                                                              | Guinea                                                               | 3 – 2                                                                | Kenya                                                                | Qual. Mondiali 2010                                                  | -                                                                    |                                                                      |
| 28-3-2009                                                            | Nairobi                                                              | Kenya                                                                | 1 – 2                                                                | Tunisia                                                              | Qual. Mondiali 2010                                                  | -                                                                    |                                                                      |
| 7-6-2009                                                             | Lagos                                                                | Nigeria                                                              | 3 – 0                                                                | Kenya                                                                | Qual. Mondiali 2010                                                  | -                                                                    |                                                                      |
| 20-6-2009                                                            | Nairobi                                                              | Kenya                                                                | 2 – 1                                                                | Mozambico                                                            | Qual. Mondiali 2010                                                  | 1                                                                    | 58’                                                                  |
| 6-9-2009                                                             | Maputo                                                               | Mozambico                                                            | 1 – 0                                                                | Kenya                                                                | Qual. Mondiali 2010                                                  | -                                                                    | 58’                                                                  |
| 11-8-2010                                                            | Dar-es-Salaam                                                        | Tanzania                                                             | 1 – 1                                                                | Kenya                                                                | Amichevole                                                           | 1                                                                    |                                                                      |
| 4-9-2010                                                             | Bissau                                                               | Guinea-Bissau                                                        | 1 – 0                                                                | Kenya                                                                | Qual. Coppa d'Africa 2012                                            | -                                                                    |                                                                      |
| 9-10-2010                                                            | Nairobi                                                              | Kenya                                                                | 0 – 0                                                                | Uganda                                                               | Qual. Coppa d'Africa 2012                                            | -                                                                    |                                                                      |
| 26-3-2011                                                            | Nairobi                                                              | Kenya                                                                | 2 – 1                                                                | Angola                                                               | Qual. Coppa d'Africa 2012                                            | 1                                                                    | 60’, 88’                                                             |
| 29-3-2011                                                            | Abuja                                                                | Nigeria                                                              | 3 – 0                                                                | Kenya                                                                | Amichevole                                                           | -                                                                    |                                                                      |
| 25-6-2011                                                            | Nairobi                                                              | Kenya                                                                | 1 – 2                                                                | Sudan                                                                | Amichevole                                                           | -                                                                    | 58’                                                                  |
| 10-8-2011                                                            | Gaborone                                                             | Botswana                                                             | 1 – 0                                                                | Kenya                                                                | Amichevole                                                           | -                                                                    |                                                                      |
| 8-10-2011                                                            | Kampala                                                              | Uganda                                                               | 0 – 0                                                                | Kenya                                                                | Qual. Coppa d'Africa 2012                                            | -                                                                    |                                                                      |
| 18-5-2014                                                            | Nairobi                                                              | Kenya                                                                | 1 – 0                                                                | Comore                                                               | Qual. Coppa d'Africa 2015                                            | -                                                                    | 76’                                                                  |
| 30-5-2014                                                            | Mutsamudu                                                            | Comore                                                               | 1 – 1                                                                | Kenya                                                                | Qual. Coppa d'Africa 2015                                            | -                                                                    | 64’                                                                  |
| 15-7-2014                                                            | Nairobi                                                              | Kenya                                                                | 0 – 0                                                                | Burundi                                                              | Amichevole                                                           | -                                                                    | 46’                                                                  |
| 20-7-2014                                                            | Maseru                                                               | Lesotho                                                              | 1 – 0                                                                | Kenya                                                                | Qual. Coppa d'Africa 2015                                            | -                                                                    | 70’                                                                  |
| 3-8-2014                                                             | Nairobi                                                              | Kenya                                                                | 0 – 0                                                                | Lesotho                                                              | Qual. Coppa d'Africa 2015                                            | -                                                                    | 61’                                                                  |
| 24-3-2018                                                            | Marrakech                                                            | Kenya                                                                | 2 – 2                                                                | Comore                                                               | Amichevole                                                           | -                                                                    | 64’                                                                  |
| Totale                                                               |                                                                      | Presenze                                                             | 40                                                                   |                                                                      | Reti                                                                 | 5                                                                    |                                                                      |

## Palmarès

### Competizioni nazionali
- Coppa di Svezia: 1

Helsingborg: 2006
- Campionato italiano: 1

Inter: 2009-2010
- Coppa Italia: 2

Inter: 2009-2010; 2010-2011
- Supercoppa italiana: 1

Inter: 2010

### Competizioni internazionali
- UEFA Champions League: 1

Inter: 2009-2010
- Coppa del mondo per club: 1

Inter: 2010